# Arabidopsis croatica
Espèce
Arabidopsis croatica est une espèce de plantes à fleurs appartenant à la famille des Brassicaceae.